# Концерт (произведение)
Конце́рт (нем. Konzert от итал. concerto — гармония, согласие и от лат. concertare — состязаться) — музыкальное произведение, чаще всего для одного или нескольких солирующих инструментов с оркестром. Существуют также концерты для одного инструмента — без оркестра, концерты для оркестра — без строго определённых сольных партий, концерты для голоса (или голосов) с оркестром и концерты для хора а cappella.

## Предыстория
Концерт появился в Италии на рубеже XVI—XVII веков как вокальное полифоническое произведение церковной музыки (духовный концерт) и развился из многохорности и сопоставления хоров, широко применявшихся представителями венецианской школы. Таковы, например, Concerti ecclesiastici для двойного хора Адриано Банкьери. Сочинения такого рода могли именоваться как концертами (concerti), так и мотетами (motetti); позже И. С. Бах называл концертами свои полифонические кантаты. В этом значении выражение tañer a concerto («играть по-концертному») появилось уже в 1560-е годы в работе испанского музыкального теоретика Томаса де Санкта Марии, который писал о противостоянии двух пар голосов: тенора и баса против сопрано и контральто. Наиболее раннее использование термина «концерт» для обозначения музыкального произведения датируется 1587 годом, когда был издан сборник вокально-инструментальной музыки Concerti… a 6-16 voci венецианских композиторов Андреа и Джованни Габриели.
Представители венецианской школы широко применяли в духовном концерте инструментальное сопровождение, таковы, в частности, написанные в 1602—1611 годах для 1—4-голосного пения с цифровым басом «Сто духовных концертов» (Cento concerti ecclesiastici) Лодовико да Виаданы. Исаак Пош развил идеи Виаданы в области направленного разделения вокальной и инструментальной партий в рамках одного произведения в 1623 году в сочинении Harmonia concertans id est Cantiones Sacrae. C начала XVII века принцип «состязания» нескольких солирующих («концертирующих») голосов постепенно распространялся и в инструментальной музыке — в сюите и церковной сонате. Понятие «концертино», первоначально относившееся к «состязанию» двух инструментов (например, скрипки и виолончели в op. 4 Торелли), затем стало обозначать полифонический аккомпанирующий инструмент и, наконец, группу солистов, противостоящую аккомпанирующим музыкантам.

## История жанра
Во второй половине XVII века появились сочинения, основанные на контрастном сопоставлении оркестра (tutti) и солиста или группы солирующих инструментов (в кончерто гроссо). Основные черты инструментального концерта можно увидеть уже в созданных в этот период сочинениях Алессандро Страделлы. Ранние образцы таких концертов (Concerto da camera) принадлежат Джованни Бонончини и Джузеппе Торелли, однако их камерные сочинения, для небольшого состава исполнителей, были переходной формой от сонаты к концерту; фактически же концерт сложился в первой половине XVIII века в творчестве Арканджело Корелли и особенно Антонио Вивальди — как трёхчастная композиция с двумя крайними частями в быстром движении и медленной средней частью. В то же время существовала и форма так называемого рипиено концерта (итал. ripieno — полный) — без солирующих инструментов; таковы многие концерты Вивальди и Бранденбургские концерты И. С. Баха.
В концертах первой половины XVIII века, как они представлены в творчестве виднейших представителей барокко, быстрые части обычно основывались на одной, реже на двух темах, которые проходили в оркестре в неизменном виде как рефрен-ритурнель, концертирование солиста чаще всего носило характер орнаментальной виртуозности; в таком стиле писали концерты, в частности, Иоганн Себастьян Бах и Георг Фридрих Гендель. Во второй половине XVIII века в творчестве «венских классиков», Йозефа Гайдна, Вольфганга Амадея Моцарта, Людвига ван Бетховена, утвердилась сонатно-симфоническая форма концерта.
Развитие жанра концерта как сочинения для одного или нескольких («двойной», «тройной», «четверной» концерт) солирующих инструментов с оркестром продолжилось в XIX веке в творчестве Никколо Паганини, Роберта Шумана, Феликса Мендельсона, Иоганнеса Брамса, Ференца Листа, Петра Чайковского, Макса Бруха и многих других композиторов. При этом в сочинениях композиторов-романтиков наблюдался отход от классической формы концерта, в частности, был создан одночастный концерт малой формы (концертштюк или концертино) и крупной формы, по построению соответствовавший симфонической поэме, с характерными для него монотематизмом и принципом «сквозного развития»; таковы, в частности, фортепианные концерты Ференца Листа.
К жанру концерта композиторы часто обращались и в XX веке: широко известны фортепианные и иные концерты Игоря Стравинского, Сергея Рахманинова, Николая Метнера, Сергея Прокофьева, Дмитрия Шостаковича, Бориса Чайковского, Бела Бартока, Дариуса Мийо, Мориса Равеля, Пауля Хиндемита, Арнольда Шёнберга, Альбана Берга, Антона Веберна, Кароля Шимановского и др.
На протяжении XVIII—XX веков были созданы концерты практически для всех «классических» европейских инструментов — фортепиано, скрипки, виолончели, альта и даже контрабаса (прежде всего концерты Карла Диттерсдорфа и Джованни Боттезини), деревянных и медных духовых. Существуют также произведения, не являющиеся концертами формально, но несущие черты этого жанра, например Турангалила-симфония или Концерт для оркестра Бела Бартока, в котором, как и в старинном рипиено концерте, отсутствуют солирующие инструменты.
К концу эпохи классицизма сформировалась классическая структура концерта.
- 1 часть. Аллегро в сонатной форме.
- 2 часть. Медленная, чаще в форме арии, в 3-х частях.
- 3 часть. Быстрая в форме рондо, рондо-соната, или темы с вариациями.

Заложили эту структуру Йозеф Гайдн и Вольфганг Амадей Моцарт, а в дальнейшем она утвердилась в творчестве Людвига ван Бетховена.